# Диас, Йоланда
Йола́нда Ди́ас Пе́рес (исп. Yolanda Díaz Pérez; род. 6 мая 1971, Фене, Ла-Корунья) — испанский юрист, политический и государственный деятель. Лидер левой партии Sumar с 28 марта 2022 года. Действующий министр труда и социальной экономики с 13 января 2020 года, с 12 июля 2021 года — второй заместитель председателя правительства Испании. Депутат Генеральных кортесов Испании от Ла-Коруньи с 4 января 2016 года. Член галисийского крыла коалиции партий «Объединённые левые», национальный координатор с 7 ноября 2005 по 3 июня 2017 года. Депутат Парламента Галисии с 13 ноября 2012 по 4 января 2016 года. Член городского совета Ферроля с 14 июня 2003 по 13 ноября 2012 года.

## Биография
Родилась 6 мая 1971 года в Фене в провинции Ла-Корунья в семье профсоюзных активистов, участвовавших в борьбе против режима Франсиско Франко.
Окончила Университет Сантьяго-де-Компостела. Получила степень бакалавра права.
В своей юридической практике специализировалась по трудовому праву.
Рано вступила в Коммунистическую партию Испании.
В 2003 году впервые избрана в местный совет Ферроля. 
7 ноября 2005 года стала национальным координатором галисийского крыла коалиции партий «Объединённые левые». На выборах в Галисии 19 июня 2005 года и 1 марта 2009 года была кандидатом от «Объединённых левых» на пост президента хунты Галисии. На местных выборах 2007 года возглавляемый ею список «Объединённых левых» получил 14,19 % голосов и сформировал левую коалицию с Испанской социалистической рабочей партией и Галисийским националистическим блоком, распавшуюся уже в 2008 году. На выборах 21 октября 2012 года возглавляла список «Объединённых левых» в коалиции левых сил EU-Anova, которая заняла 3-е место и получила 9 мест (5 достались «Объединённым левым», 4 — «Анове»). Избрана депутатом Парламента Галисии. На парламентских выборах в Испании 20 декабря 2015 года в Галисии «Объединённые левые» объединились с «Ановой», «Подемос», «Экуо», «Пространством галисийского экосоциализма» и рядом гражданских ассоциаций в союз «Эн мареа», которая стала второй политической силой в Галисии после Народной партии, получив 25 % голосов и 6 мест. Йоланда Диас стала депутатом Генеральных кортесов Испании от Ла-Корунья. 3 июня 2017 года на XII съезде «Объединённых левых» новым национальным координатором была избрана Ева Солла.
13 января 2020 года получила портфель министра труда и социальной экономики во втором кабинете Санчеса. 31 марта 2021 года стала третьим заместителем председателя правительства, сменила Надию Кальвиньо, которая стала вторым заместителем после ухода из правительства Пабло Иглесиаса. 12 июля 2021 года стала вторым заместителем председателя правительства, сменила Надию Кальвиньо, которая стала первым заместителем.
28 марта 2022 года возглавила новую левую политическую партию Sumar. По результатам парламентских выборов 2023 года одноимённая левая коалиция вокруг Sumar получила 31 мандат в Конгрессе депутатов.
21 ноября 2023 года назначена вторым заместителем председателя правительства и министром труда и социальной экономики в третьем кабинете Педро Санчеса.